# Macbeth af Skotland
Mac Bethad mac Findláich bedre kendt som Macbeth (ca. 1005 – 1057) var konge af Skotland (eller Alba) fra 1040 til sin død. Han er mest kendt fra William Shakespeares tragedie Macbeth og de værker som dette skuespil har inspireret. Historiens virkelige person er meget anderledes end Shakespeares.